# سيدات الوادي
سيدات الوادي هو ثالث ألبوم للمغنية وكاتبة الأغاني الكندية جوني ميتشل، اُصدر في عام 1970. يشير الاسم إلى وادي لوريل، مركز للحضارة الموسيقية المشهورة في لوس أنجلس خلال الستينات. يتضمن الألبوم بعض من أغاني ميتشل المعروفة، مثل «تاكسي أصفر كبير» و «وودستوك» و «لعبة الدائرة».

## خلفية
الألبوم معروف للتوسع الذي حظت به رؤية ميتشل الفنية ومواضيعه المتنوعة (تنتقل من ثُقل الشهرة إلى ملاحظة جيل وودستوك إلى تعقيدات الحب). يُرى سيدات الوادي عادةً كمقطع انتقالي بين أعمال الفولك السابقة لميتشل والأعمال المُطورة والمؤثرة التي تبعته.

## روابط خارجية
- سيدات الوادي على موقع أول موفي (الإنجليزية)